# Liste portugiesisch-ungarischer Städte- und Gemeindepartnerschaften
Diese Liste portugiesisch-ungarischer Städte- und Gemeindepartnerschaften führt die Städte- und Gemeindefreundschaften zwischen den Ländern Portugal und Ungarn auf.
Die erste portugiesisch-ungarische Partnerschaft gingen 1992 die beiden Hauptstädte Lissabon und Budapest ein. Nach dem EU-Beitritt Ungarns 2004 gingen portugiesische und ungarische Kommunen drei weitere Partnerschaften ein (Stand 2010).

## Liste der Städtepartnerschaften und -freundschaften
| Portugiesischer Ort | Ungarischer Ort | Seit | Anmerkung                                           |
| ------------------- | --------------- | ---- | --------------------------------------------------- |
| Lissabon            | Budapest        | 1992 |                                                     |
| Samuel              | Nagycenk        | 2004 | im Rahmen der European Charter – Villages of Europe |
| Sesimbra            | Kőszeg          | 2004 | im Rahmen der Douzelage                             |
| Setúbal             | Debrecen        | 2000 |                                                     |